# Stary Dzików (gmina)

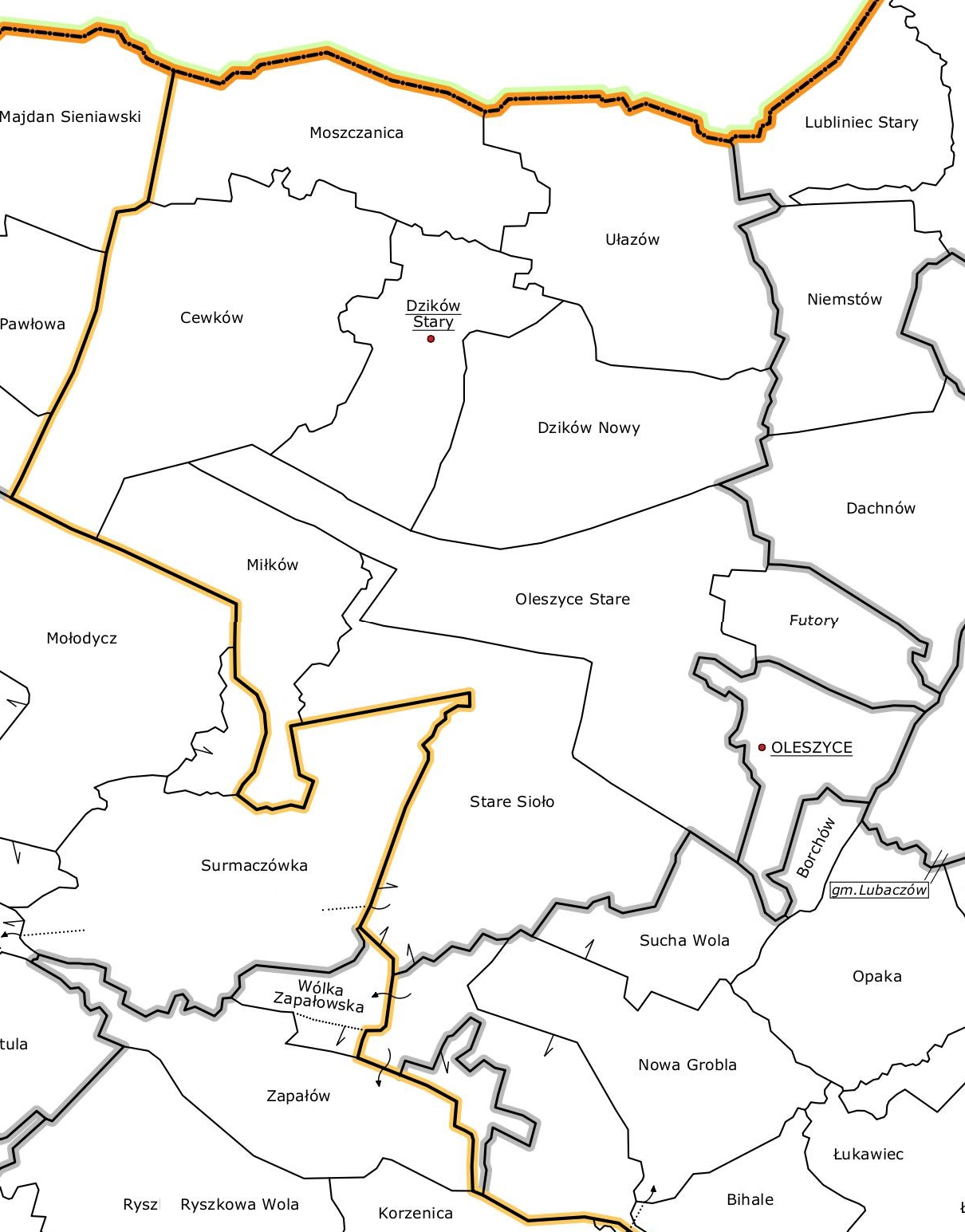
Gmina Dzików Stary w 1934 roku

Stary Dzików (1934–54 gmina Dzików Stary) – gmina wiejska w województwie podkarpackim, w powiecie lubaczowskim. W latach 1975–1998 gmina położona była w województwie przemyskim.
Siedziba gminy to Stary Dzików.
Gmina położona jest w północno-wschodniej części województwa podkarpackiego. Jej północna granica jest jednocześnie granicą województwa. Stary Dzików wchodzi w skład składającego się z siedmiu gmin powiatu lubaczowskiego – najbardziej na wschód wysuniętej części województwa.
Według danych z 30 czerwca 2004 gminę zamieszkiwało 4556 osób.

## Struktura powierzchni
Według danych z roku 2002 gmina Stary Dzików ma obszar 155,77 km², w tym:
- użytki rolne: 51%
- użytki leśne: 43%

Gmina stanowi 11,91% powierzchni powiatu.

## Demografia
Dane z 30 czerwca 2004:
| Opis                              | Ogółem | Ogółem | Kobiety | Kobiety | Mężczyźni | Mężczyźni |
| --------------------------------- | ------ | ------ | ------- | ------- | --------- | --------- |
| jednostka                         | osób   | %      | osób    | %       | osób      | %         |
| populacja                         | 4556   | 100    | 2248    | 49,3    | 2308      | 50,7      |
| gęstość zaludnienia (mieszk./km²) | 29,2   | 29,2   | 14,4    | 14,4    | 14,8      | 14,8      |

## Sport
Na terenie Gminy Stary Dzików istnieją dwa kluby piłkarskie: Klub Sportowy „Victoria” Stary Dzików, oraz Klub Sportowy „Czerwoni” Cewków. W sezonie 2018/2019 oba kluby grają w klasie A w grupie Lubaczów.

## Edukacja
Na terenie Gminy działają dwa Zespoły Szkół: w Starym Dzikowie i w Cewkowie.
Zespół Szkół w Starym Dzikowie składa się z Gimnazjum, Szkoły Podstawowej, Szkoły Filialnej w Ułazowie oraz oddziałów przedszkolnych przy tych szkołach.
Zespół Szkół w Cewkowie ma taką samą strukturę, z tym że Szkoła Filialna znajduje się w Moszczanicy.

## Sołectwa
Cewków, Moszczanica, Nowy Dzików, Stary Dzików, Ułazów.
Bez statusu sołectwa jest osada Lebiedzie. 

## Sąsiednie gminy
Adamówka (powiat przeworski), Cieszanów (powiat lubaczowski), Obsza (powiat biłgorajski), Oleszyce (powiat lubaczowski), Tarnogród (powiat biłgorajski), Wiązownica (powiat jarosławski)